# Battlezone: Rise of the Black Dogs
Battlezone: Rise of the Black Dogs és un videojoc d'estratègia en temps real amb tancs llançat l'any 2000 per la Nintendo 64. El videojoc té algunes semblances al videojoc de la màquina recreativa del 1980, Battlezone.